# Улеман, Герда
Герда Улеман (до замужества — Миттенцвай; нем. Gerda Uhlemann (Mittenzwei); род. 22 февраля 1945, Кёнигштайн, Гессен) — восточногерманская легкоатлетка, выступавшая в многоборье, прыжках в длину, беге на короткие дистанции и барьерном беге. Участница летних Олимпийских игр 1968 года.

## Биография
Герда Улеман родилась 22 февраля 1945 года в городе Кёнигштайн в американской зоне оккупации (сейчас в Германии).
Выступала в легкоатлетических соревнованиях за «Айнхайт» из Дрездена. Десять раз выигрывала медали чемпионата ГДР на открытых стадионах: золото в 1966 году в пятиборье, серебро в 1966 году в прыжках в длину и эстафете 4х100 метров, в 1967 году в пятиборье и эстафете 4х100 метров, бронзу в 1964 и 1967 годах в прыжках в длину, в 1965 году в прыжках в длину и пятиборье, в 1968 году в пятиборье. Также завоевала пять медалей чемпионата ГДР в помещении: серебро в 1965 году в эстафете 4 по кругу, в 1967 году в прыжках в длину и эстафете 4 по кругу, бронзу в 1964 и 1965 годах в прыжках в длину.
В 1964 году завоевала бронзовую медаль на Европейских юниорских легкоатлетических играх в Варшаве в беге на 80 метров с барьерами.
В 1966 году участвовала в чемпионате Европы в Будапеште, где заняла 6-е место в пятиборье и выбыла в квалификации прыжков в длину.
В 1968 году вошла в состав сборной ГДР на летних Олимпийских играх в Мехико. В пятиборье заняла 19-е место, набрав 4644 очка и уступив 454 очка завоевавшей золото Ингрид Беккер из ФРГ.
Работала в хозяйственном магазине.

## Личные рекорды
- Бег на 80 метров с барьерами — 10,9 (20 июля 1968, Ленинград)
- Прыжки в длину — 6,33 (26 мая 1968, Шиллитен)
- Пятиборье — 4889 (21 июля 1968, Ленинград)[2]